# إليس رايت
إليس رايت (بالإنجليزية: Ellis Wright)‏ (1 يوليو 1873 في المملكة المتحدة - 1 يناير 1940 بشفيلد في المملكة المتحدة) هو لاعب كرة قدم بريطاني (وحمل سابقاً جنسية المملكة المتحدة لبريطانيا العظمى وأيرلندا) في مركز نصف الجناح. لعب مع نادي دونكاستر روفرز.